# Stroemiellus
Stroemiellus is een monotypisch geslacht van spinnen uit de familie van de wielwebspinnen (Araneidae).

## Soort
- Stroemiellus stroemi Thorell, 1870